# Frédéric Daerden

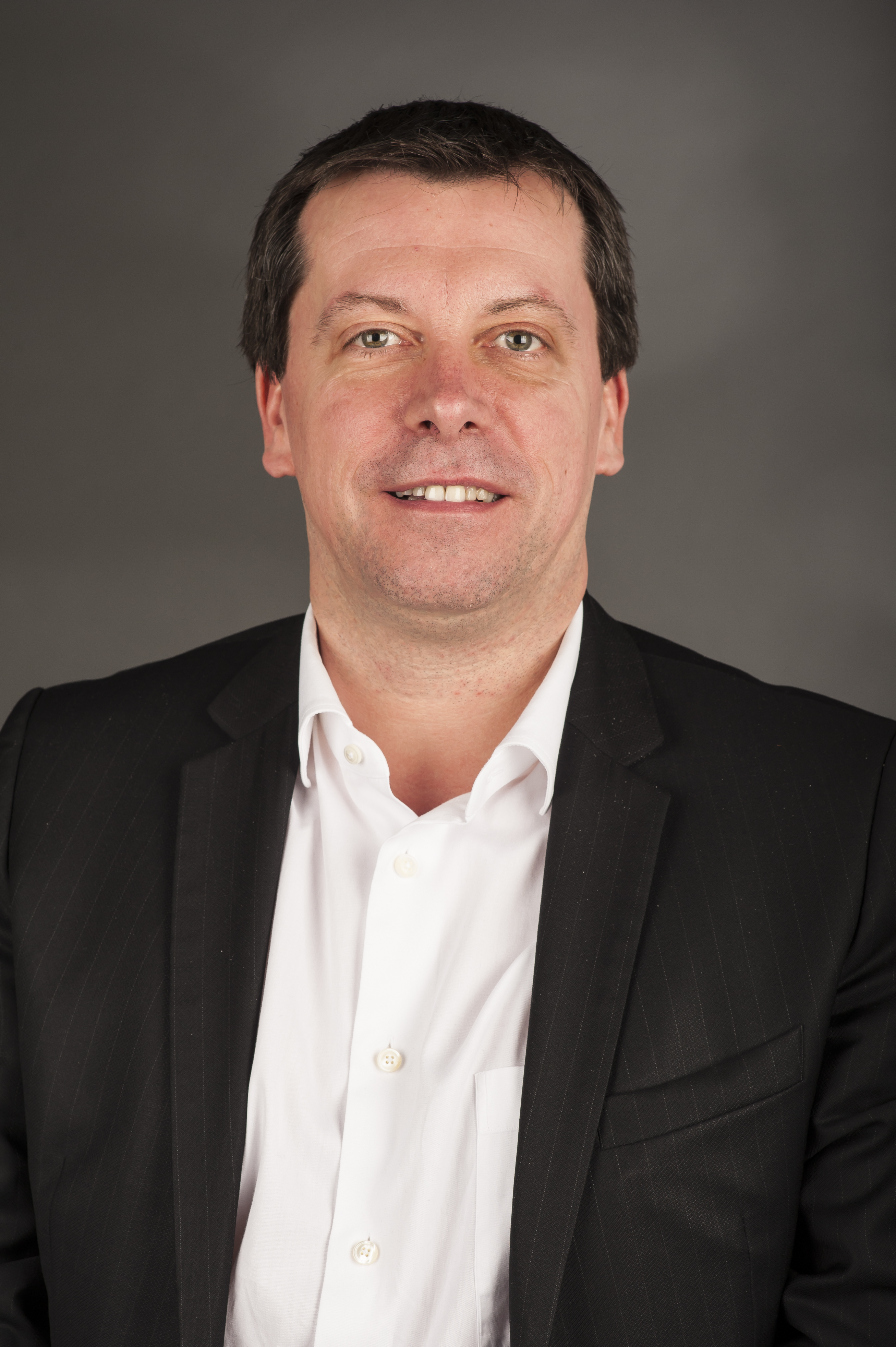
Frédéric Daerden (2014)

Frédéric Daerden (* 11. Januar 1970 in Montegnée) ist ein belgischer Politiker (Parti Socialiste).

## Leben
Der Sohn von Michel Daerden machte den Hochschulabschluss in Handels- und Finanzwissenschaften an der Handelshochschule Lüttich und danach im Bereich der Betriebswirtschaftslehre an der Universität Lüttich. Er war daraufhin als Wirtschaftsprüfer und Lehrbeauftragter an der Universität Lüttich tätig, ehe er die Zulassung als Wirtschaftsprüfer im Krankenversicherungssektor sowie als Wirtschaftsprüfer im Versicherungssektor erhielt.
Daerden wurde 2003 stellvertretender Vorsitzender des Verbandes Lüttich der PS und zwei Jahre später Mitglied des Vorstandes. 2000 wurde er Dezernent der Stadt Herstal, 2006 wurde er dort Bürgermeister. Er war von 1999 bis 2009 Mitglied des Parlaments der Region Wallonien und des Parlaments der Französischen Gemeinschaft, in letzterem war er von 2004 an Vorsitzender des Ausschusses für Hochschulwesen und Forschung. Von 2009 bis 2014 gehörte er dem Europäischen Parlament an. 2014 kandidierte er bei den nationalen Wahlen, die parallel zur Europawahl stattfanden, für die nationale Abgeordnetenkammer und wurde in diese gewählt. Daraufhin legte er sein Europamandat nieder.

## Tätigkeiten im EU-Parlament
Daerden ist Mitglied der Fraktion der Progressiven Allianz der Sozialisten & Demokraten im Europäischen Parlament. Er ist als Mitglied tätig im Ausschuss für Beschäftigung und soziale Angelegenheiten sowie in der Delegation für die Beziehungen zu den Maghreb-Ländern und der Union des Arabischen Maghreb. Als Stellvertreter ist Daerden im Haushaltsausschuss sowie in der Delegation in der Paritätischen Parlamentarischen Versammlung AKP-EU.